# 何猷啟
何猷啟（英語：Orlando Ho Yau Kai，1991年5月9日—），現任東華三院主席，為澳門賭王何鴻燊與其三姨太陳婉珍所生的龍鳳胎之子，亦為陳婉珍之獨子。

## 生平
就讀番禺會所華仁小學直至2003年，為避開沙士而定居於珀斯，順道在當地升學。其後在2014年畢業於美國本特利大學會計及財經學士。
何猷啟大學畢業後便主力幫忙在中國大陸打理家族生意。此外，何亦與朋友合資開設酷奧科技有限公司（Koo Tech Limited），其公司研發的手機遊戲《機甲核心Age of Quantum》在2016年正式發行。
2016年4月，何猷啟出任東華三院總理，亦曾出席東華三院董事局交代就職典禮。
2018年1月，當選為廣西壯族自治區政協委員。同年11月，何猷啟宣佈創立廣告公司，更奪得大型電競比賽WCA的港澳獨家代理權。他接受訪問時表示榮幸成為騰訊廣告業務的澳門合作夥伴，並認為電競產業有龐大的發展空間。

## 私人生活
何猷啟的妻子為內地人齊嬌（GiGi），兩人的戀情在2017年11月曝光。翌年2月，何宣佈向女友求婚成功。
2019年2月，何承認在一年前已經與女友在海外註冊結婚，同年4月，更承認已育有一11個月大的女兒何煦齡Tittania。同年10月，何猷啟再度榮升父親，妻子為他誕下一名女嬰，取名何煦鑫Tylia。
2020年7月，何被發現與女伴逛街，及後承認數月前已與齊嬌離婚。

## 外部連結
- 何猷啟的新浪微博
- 何猷啟的Instagram帳戶